# Kouen
Kouen est un village du Cameroun situé dans la région de l’Est, le département du Haut-Nyong et l'arrondissement (commune) de Dimako.

## Population
En 1965-1966, on y a dénombré 253 habitants, principalement des Akpwakoum. À cette date le village disposait d'une école adventiste à cycle incomplet.
Lors du recensement de 2005, la localité comptait 322 habitants.